# Georgi Sarmov
Georgi Sarmov, född 7 september 1985, är en bulgarisk fotbollsspelare som spelar för Chemnitzer FC. Han spelar även för Bulgariens landslag.

## Landslagskarriär
Sarmov debuterade för Bulgariens landslag den 26 mars 2008 i en 2–1-vinst över Finland, där han blev inbytt i den 85:e minuten mot Dimitar Berbatov.